# Karl Theodor von Dalberg
Karl Theodor von Dalberg (8. února 1744, Herrnsheim – 10. února 1817, celým jménem Karl Theodor Anton Maria von Dalberg) byl mohučský arcibiskup a kurfiřt, říšský arcikancléř, frankfurtský velkovévoda, řezenský a aschaffenburský kníže a jediný primas rýnského spolku.

## Život
Karl Theodor se narodil ve městě Herrnsheim u Wormsu.
Poté, co Napoleon sekularizací zrušil arcibiskupství v Mohuči v roce 1803 Karl Theodor von Dalberg obdržel jako kompenzaci knížectví v Aschaffenburku, Řezně a hrabství Wetzlar.
Aschaffenburské knížectví se stalo součástí Rýnského spolku v roce 1806 po rozpadu Svaté říše římské. V roce 1810 po dobytí Napoleonem bylo Řezenské knížectví připojeno k Bavorskému království. Dalberg opět jako kompenzaci získal Hanau a Fuldu a spojil své zbývající území Aschaffenburk, Frankfurt, Wetzlar s Hanau a Fuldou do nového frankfurtského velkovévodství. Z Aschaffenburského knížectví se stala část nového velkovévodství.
26. října 1813 po bitvě u Lipska abdikoval Dalberg na všechny své funkce a území kromě řezenského arcibiskupství, ve prospěch Evžena de Beauharnais (Napoleonův nevlastní syn), který byl jeho dědicem od roku 1810.
Město Aschaffenburk zůstalo Dalbergovým sídlem, kraj byl ale připojen v roce 1814 v Bavorsku. Dalberg zemřel krátce poté v roce 1817 jako řezenský arcibiskup.